# 8-as busz (Dunaújváros)
A dunaújvárosi 8-as jelzésű autóbusz a Kokszvegyészet - Autóbusz-állomás - Szórád Márton út - Vasmű út - Kokszvegyészet útvonalon közlekedik körjáratként. A járatot a Volánbusz üzemelteti.

## Közlekedése
Mindennap a reggeli és a délutáni csúcsidőben, valamint este közlekedik.

## Útvonala
| Kokszvegyészet → Autóbusz-állomás → Szórád Márton út → Vasmű út → Kokszvegyészet                                                                                            |
| --- |
| Kokszvegyészet – Délivárosi út – Papírgyári út – Hunyadi János utca – Szórád Márton út – Apáczai Csere János út – Vasmű út – Papírgyári út – Délivárosi út – Kokszvegyészet |

## Megállóhelyei
| 0  | Kokszvegyészet       |                                                                  | Kokszvegyészet |
| 3  | Szénmosó kapu        |                                                                  | |
| 4  | Papírgyári elágazás  | 2, 3, 4, 44                                                      | |
| 9  | Autóbusz-állomás     | 2, 4, 11, 18, 20, 22, 23, 24, 25, 27, 29, 32, 33, 35, 40, 44, 45 | Helyközi autóbusz-állomás, Fabó Éva Sportuszoda, Aquantis Wellness- és Gyógyászati Központ, Vásárcsarnok, Dunaújvárosi Egyetem, Vasvári Pál Általános Iskola                                |
| 11 | Szórád Márton út 26. | 2, 4, 11, 18, 20, 22, 23, 24, 25, 27, 29, 32, 33, 35, 40, 44, 45 | Dunaújváros Áruház, Dunaújvárosi Egyetem, Széchenyi István Gimnázium és Kollégium, Dunaújvárosi SZC Kereskedelmi és Vendéglátóipari Szakgimnáziuma és Szakközépiskolája, Csillagvirág Óvoda |
| 12 | Szórád Márton út 44. | 2, 4, 11, 20, 22, 23, 24, 25, 27, 29, 33, 35, 44                 | Dózsa György Általános Iskola, Margaréta Tagóvoda, Krisztus Király templom, Bánki Donát Gimnázium és Szakközépiskola                                                                        |
| 14 | Liszt Ferenc kert    | 2, 3, 11, 18, 20, 22, 23, 24, 25, 29, 32, 33, 35, 40, 45         | József Attila Könyvtár, Munkásművelődési Központ, Dunaferr Szakközép- és Szakiskola Villamos Tagiskola, Petőfi Sándor Általános Iskola                                                      |
| 17 | Dózsa Mozi           | 2, 3, 11, 18, 20, 22, 23, 24, 25, 29, 32, 33, 35, 40, 45         | Városháza, Kormányablak, Szent Pantaleon Kórház, Rendelőintézet, Intercisa Múzeum, Dózsa Mozicentrum, Móricz Zsigmond Általános Iskola, Nemzeti Adó- és Vámhivatal                          |
| 18 | Ady Endre utca       | 2, 3, 11, 18, 20, 22, 23, 24, 25, 29, 32, 33, 35, 40, 45         | Dunaújvárosi Víz-, Csatorna- Hőszolgáltató Kft., Stadion |
| 23 | Papírgyári elágazás  | 2, 3, 4, 44                                                      | |
| 24 | Szénmosó kapu        |                                                                  | |
| 27 | Kokszvegyészet       | 2, 3, 44                                                         | Kokszvegyészet |